# Tim Kerr
Timothy E. „Tim“ Kerr (* 5. Januar 1960 in Windsor, Ontario) ist ein ehemaliger kanadischer Eishockeyspieler und -funktionär, der im Verlauf seiner aktiven Karriere zwischen 1977 und 1993 unter anderem 736 Spiele für die Philadelphia Flyers, New York Rangers und Hartford Whalers in der National Hockey League (NHL) auf der Position des rechten Flügelstürmers bestritten hat. Kerr, der insgesamt viermal mehr als 50 Tore in der regulären Saison der NHL erzielte, erhielt im Jahr 1989 die Bill Masterton Memorial Trophy und stand zwei Jahre zuvor zum einzigen Mal in seiner Karriere im NHL Second All-Star Team.

## Karriere
Aufgewachsen in der Nähe von Windsor in der Provinz Ontario spielte Kerr während seiner Juniorenzeit zwischen 1977 und 1980 in der Ontario Major Junior Hockey League (OMJHL), anfangs für die Windsor Spitfires und später für die Kingston Canadians. In der Juniorenliga hatte er den Ruf eines stämmigen Spielers, der nicht besonders schnell auf den Schlittschuhen war. Er positionierte sich häufig vor dem gegnerischen Tor und spekulierte auf Abstaubertore. Im NHL Entry Draft hatte den Stürmer kein Franchise der National Hockey League (NHL) ausgewählt und so holten ihn zum Ende seiner letzten Saison als Junior die Philadelphia Flyers als Free Agent in ihr Aufgebot. Für sieben Spiele schickten ihn die Flyers in ihr Farmteam zu den Maine Mariners in die American Hockey League (AHL), wo er sechs Scorerpunkte sammelte.
Nach einer durchschnittlichen Leistung im Trainingslager zur Saison 1980/81 glaubte in Philadelphia niemand daran, dass Kerr den Sprung in die NHL schaffen könnte, doch eine Verletzung von Ken Linseman riss eine Lücke auf der Centerposition bei den Flyers und Kerr nutzte diese Gelegenheit. In seinen ersten beiden Spielzeiten erzielte er je mehr als 20 Tore. Nach einem guten Start in die Saison 1982/83 mit schon elf Toren nach 24 Spielen verletzte er sich so schwer am Knie, dass die Saison für ihn beendet war. In der folgenden Saison konnte er sofort an seine gute Form vor der Verletzung anschließen. In einer Reihe mit Brian Propp und Dave Poulin verdiente er sich den Spitznamen „Sultan of Slot“ und erzielte über 50 Tore. Diese Marke übertraf er auch in den folgenden drei Jahren. In drei dieser vier Jahre war er bester Scorer der Flyers, nur einmal konnte Brian Propp ihn übertreffen. Wie schon als Juniorenspieler positionierte er sich vor dem Torwart und traf fast nach belieben. In dieser Zeit erreichten die Flyers zweimal die Finalserie um den Stanley Cup. Im Jahr 1987 hinderte Kerr jedoch eine Schulterverletzung an der Teilnahme an den Finals. In Philadelphia glaubten viele, dass Kerr die Niederlage in sieben Spielen verhindert hätte. Die Verletzung brachte zahlreiche Operationen mit sich und Kerr kehrt erst kurz vor Ende der darauffolgenden Saison aufs Eis zurück.
Mit 48 Toren in der Saison 1988/89 feierte der Kanadier ein beeindruckendes Comeback und wurde hierfür mit der Bill Masterton Memorial Trophy ausgezeichnet. Im Jahr 1990 traf ihn ein Schicksalsschlag, als seine Frau zehn Tage nach der Geburt ihres Kindes starb. In den folgenden Jahren zwangen Verletzungen Kerr kürzerzutreten. Beim NHL Expansion Draft 1991 wählten ihn die San Jose Sharks aus, doch sie gaben ihn im Anschluss an die New York Rangers ab. In New York bestritt er nur 32 Spiele. Auch in seiner letzten Saison 1992/93, in der er das Trikot der Hartford Whalers trug, ging er nur in 22 Spielen aufs Eis. Anschließend beendete der 33-Jährige seine aktive Karriere.
Nach seinem Karriereende gründete Kerr eine Immobilienfirma. Zwischen 2003 und 2005 war er Besitzer der Pensacola Ice Pilots aus der ECHL, von 2009 bis 2012 dann der Pensacola Ice Flyers aus der Southern Professional Hockey League (SPHL). Ebenso war er in gleicher Funktion in der Saison 2011/12 bei deren Ligakonkurrenten Mississippi Surge tätig. Im Sommer 2012 zog sich Kerr vollständig aus dem professionellen Eishockey zurück.

## Erfolge und Auszeichnungen
| - 1984 Teilnahme am NHL All-Star Game - 1985 Teilnahme am NHL All-Star Game - 1986 Teilnahme am NHL All-Star Game | - 1987 NHL Second All-Star Team - 1989 Bill Masterton Memorial Trophy |

## NHL-Rekorde
- Meiste Überzahltore in einer Saison (34; 1985/86)
- Meiste Überzahltore in einem Drittel in den Playoffs (3; 13. April 1985)
- Kürzester Zeitraum zwischen vier erzielten Toren in den Playoffs (8:16 Minuten; 13. April 1985)
- Meiste Tore in einem Drittel in den Playoffs (4; 13. April 1985; gemeinsam mit Mario Lemieux)
- Meiste Punkte in einem Drittel in den Playoffs (4; 13. April 1985; gemeinsam mit Mario Lemieux)

## Karrierestatistik
(Legende zur Spielerstatistik: Sp oder GP = absolvierte Spiele; T oder G = erzielte Tore; V oder A = erzielte Assists; Pkt oder Pts = erzielte Scorerpunkte; SM oder PIM = erhaltene Strafminuten; +/− = Plus/Minus-Bilanz; PP = erzielte Überzahltore; SH = erzielte Unterzahltore; GW = erzielte Siegtore; 1 Play-downs/Relegation; Kursiv: Statistik nicht vollständig)